# Chữ Nhân

Chữ Nhân khi viết bằng thư pháp

Chữ Nhân (仁) nghĩa là "nhân đạo" hay đạo làm người là một đức tính Nho giáo với ý nghĩa là đức hạnh nhân đức, một phẩm chất tốt đẹp của một con người có đạo đức khi hướng tới đạo nghĩa nhân đức hoặc lòng vị tha. Chữ “Nhân” ngoài ý nghĩa là con người, mở rộng ra còn chỉ lòng nhân đức. Chữ Nhân được coi là biểu hiện bên ngoài của lý tưởng Nho giáo. Chữ “nhân” của Nho gia theo nghĩa hẹp, được Khổng Tử diễn giải cho các học trò của mình với các ý nghĩa: Nhân là kìm chế mình để trở về với lễ (khi vấn đáp với Nhan Hồi). Nhân là điều gì mình không muốn thì đừng áp đặt cho người khác tức là “Kỷ sở bất dục vật thi ư nhân” (khi vấn đáp với Trọng Cung). Nhân là yêu mến người (Khi vấn đáp với Phàn Trì). Khổng Tử nói “có thể làm được năm điều dưới đây với thiên hạ là có nhân” gồm: Cung kính, khoan dung, giữ chữ tín, chăm chỉ siêng năng, ra ơn cho mọi người. Người có nhân, muốn thành đạt thì cũng giúp cho người đạt thành.
Theo lẽ Nho giáo thì thế gian không có gì quý cho bằng con người và không ai đáng nể trọng bằng người nhân đức, lòng yêu thương, tin tưởng vào con người gọi là “nhân đức tín”, người có nhân đức và nhân nghĩa sẽ thu phục được nhân tâm. Nhân đức là phẩm chất hàng đầu để làm người. Từ các bậc hiền nhân quân tử, anh hùng nghĩa sĩ cho đến dân thường, ai cũng cần phải có nhân đức. Trong “Ngũ thường” (nhân, nghĩa, lễ, trí, tín) thì chữ Nhân được đặt lên hàng đầu. Cổ nhân dạy “có nhân nhân mọc, vô nhân nhân trẩm” (có Nhân sẽ gặp người tốt, số phận gặp vất vả, oan trái rồi sẽ được hạnh phúc bù lại). Người nhân đức biết phân biệt thiện–ác, phải trái, đúng sai. Người có nhân chẳng bao giờ lấy thịnh suy mà thay đổi tiết tháo (khí tiết). Theo Nguyễn Trãi thì “Việc nhân nghĩa cốt ở an dân” tức là lo cho nhân dân được bình yên để an cư lạc nghiệp. Theo quan điểm của Hồ Chí Minh thì chữ “Nhân” chính là nhân dân, Hồ Chí Minh cho rằng trong bầu trời không có gì quý bằng nhân dân, trong thế giới không gì mạnh bằng lực lượng đoàn kết của nhân dân, chữ Nhân là “nhân là thật thà yêu thương hết lòng giúp đỡ đồng chí, đồng bào… không e cực khổ, không sợ oai quyền”, yêu thương nhân dân còn là người biết sống với đồng bào, đồng chí, đồng đội chí tình chí nghĩa, chữ “nhân” trong cụm từ “nhân văn, nhân nghĩa, nhân ái, nhân tình” thể hiện được sự khoan dung.